# Citadelle d'Ancône
La citadelle d'Ancône est une importante fortification bastionnée de la Renaissance située dans la commune d'Ancône, province d'Ancône dans les Marches,.
Elle se dresse au sommet de la colline d'Astagno, dans une position panoramique, surplombant la ville et le port.

## Historique

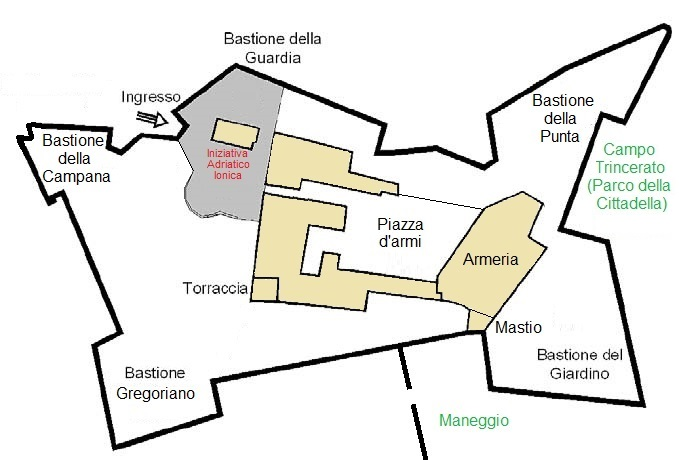
plan de la citadelle.

Elle a été construite à partir de 1532 par le grand architecte Antonio da Sangallo le Jeune, peut-être avec l'aide de son collaborateur Antonio Abaco. Sangallo le Jeune lui-même était également l'auteur de la Rocca Paolina contemporaine à Pérouse et de la forteresse de Basso à Florence. Ces trois fortifications furent à la base de l'affirmation de la politique du pape Clément VII en Italie centrale. Le pape tentait en effet de réagir au sac de Rome qui avait affaibli son prestige et sa puissance économique.
Les trois fortifications mentionnées ont une importance considérable dans l'histoire du génie militaire, car elles furent parmi les premières expériences de front de bastion à l'italienne, c'est-à-dire de murs capables de résister aux armes à feu ; en fait, les œuvres de Sangallo le Jeune ont servi d'exemple pour les fortifications dans toute l'Italie et l'Europe. Sangallo a également conçu les nouveaux murs et le bastion qui portent son nom dans la ville voisine de Lorette, protégeant la basilique de la Sainte Maison de Lorette.
La citadelle fut donc construite aux frais des États pontificaux et fut acceptée par la municipalité libre d'Ancône, qui espérait, par sa présence, déjouer les attaques des corsaires turcs. La nouvelle fortification était plutôt une sorte de « Cheval de Troie », qui conduisit à la fin de la République maritime d'Ancône et à sa chute entre les mains de Clément VII.
La forteresse possède cinq bastions appelés, à partir de l'entrée et dans le sens des aiguilles d'une montre, la « Campana », le « Gregoriano », le « Giardino », la « Guardia » et la « Punta » ; Elle a son point culminant avec la Torraccia, le donjon central, et dans son sous-sol se trouve un réseau de passages souterrains qui s'étendent sur plusieurs niveaux.
D'un point de vue militaire, la forteresse joua un rôle important lors de différents sièges et notamment  :
- lors du siège de 1799 par les Français qui occupèrent Ancône contre les forces austro-russes-turques ;
- pendant le siège de 1849, au cours duquel les patriotes du Risorgimento défendirent la ville contre les troupes autrichiennes ;
- pendant le siège de 1860, soutenu par les troupes autrichiennes qui défendaient la domination papale contre les troupes piémontaises.

### Après l'unification de l'Italie
Après 1860, année de l'entrée d'Ancône dans le royaume d'Italie, une armurerie monumentale fut construite au sommet de la citadelle pour contenir les milliers de fusils nécessaires à la défense de la ville, récemment déclarée « forteresse de premier ordre » par Victor-Emmanuel II. Aujourd'hui encore, les râteliers nécessaires au support des armes ont été conservés et leur vue ensemble est très suggestive.

### L'abandon de la citadelle
Après le tremblement de terre de 1972, la puissante fortification, encore utilisée à des fins militaires, a été abandonnée ; S'ensuivirent plus de trois décennies d'abandon, au cours desquelles les structures furent endommagées, tandis que la zone acquit une valeur naturaliste particulière, avec la naissance spontanée d'espèces de broussailles méditerranéennes et de câpriers sur les anciens murs.
Dans les années 1970 a été inauguré le Parco della Cittadella di Ancona (it) - qui ne doit pas être confondu avec la citadelle -, lequel occupe la zone du camp retranché adjacent ; un escalier métallique Innocenti a été construit entre le parc et la citadelle, le rendant pour la première fois accessible aux citoyens. Après quelques années, l'escalier fut d'abord fermé puis démonté, laissant dépérir l'ancienne fortification.

### La citadelle actuellement

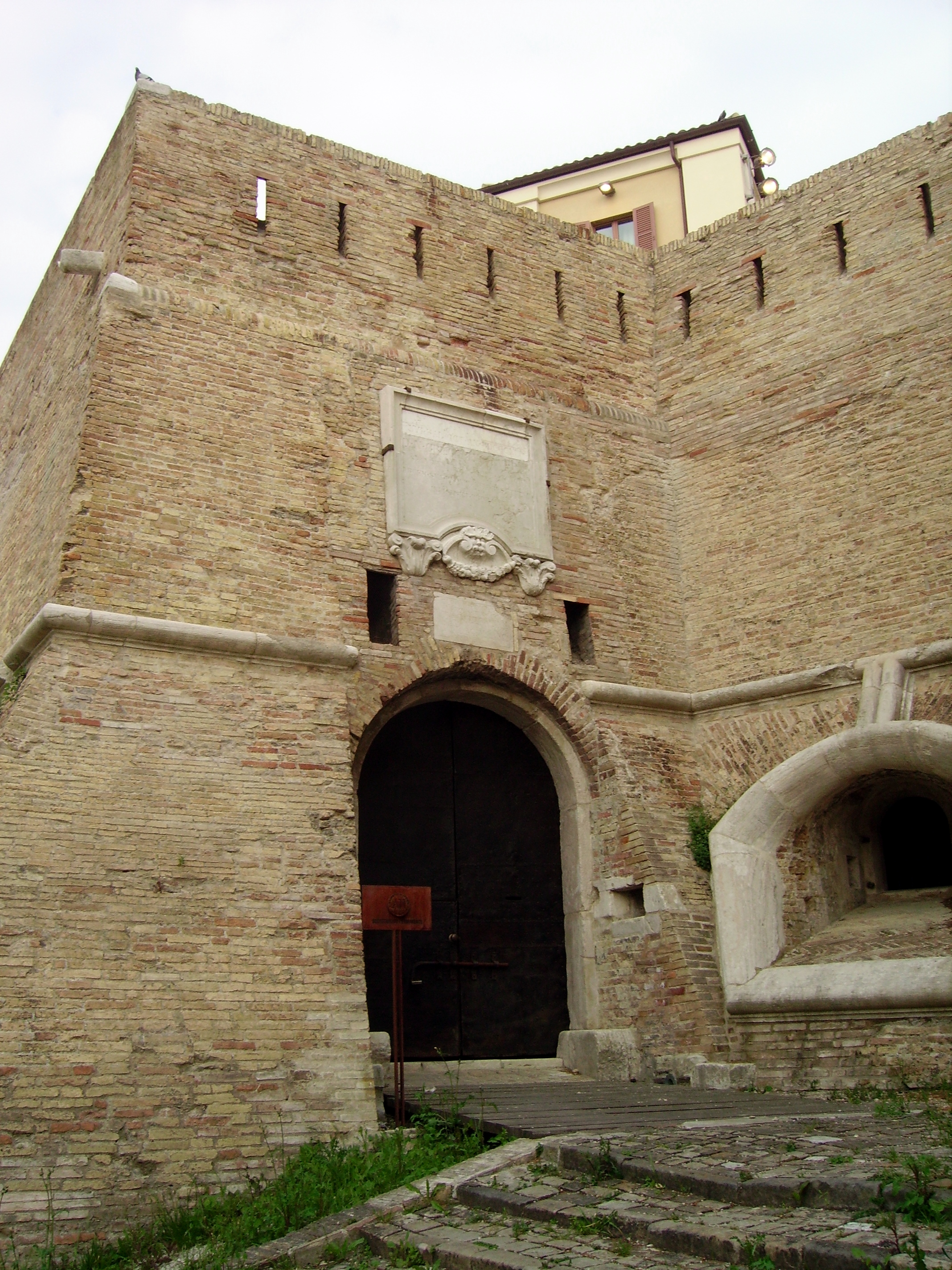
Entrée du bastion de la Guardia.

En 2003, la citadelle a été achetée par la région des Marches, qui en est l'actuel propriétaire. Des travaux de restaurations furent entrepris. Mais, seule la partie du bastion de la Guardia a été achevée et est devenue le siège du Secrétariat permanent de l'Iniziativa Adriatico Ionica (it) (« Initiative Adriatique-Ionienne »), qui vise à encourager la collaboration entre l'Italie, la Slovénie, la Croatie, la Bosnie-Herzégovine, la Serbie, le èMonténégro, la Macédoine du Nord, l'Albanie et la Grèce, ainsi qu'à faciliter l'entrée dans l'Union européenne des pays des Balkans encore en dehors de il.
Le reste de l'ancienne fortification était dans un état de dégradation avancé: en 2018, le maire de la ville a signé une ordonnance par laquelle il a déclaré l'ensemble du complexe inutilisable.
En juillet 2020, le président de la région des Marches Luca Ceriscioli a déclaré que la région se chargerait de « la récupération et le réaménagement du complexe de la citadelle d'Ancône », y compris le « réseau complexe et fascinant de tunnels souterrains », selon ce qui était prévu du plan opérationnel « Tourisme Culturel » géré par le ministère du Patrimoine culturel. Un premier lot sera financé à hauteur de trois millions d'euros et comprendra la restauration du Bastion Campana, du Bastion Gregoriano, de la Marciaronda et de la Torraccia.
En mars 2023 ont commencé les travaux de restauration et de consolidation des murs extérieurs, qui sont actuellement à un stade avancé de construction. Le financement de l'État s'élève à environ 4 millions d'euros et celui mis à la disposition du conseil régional s'élève à 3 millions d'euros supplémentaires. Cela permettra également de restaurer les bâtiments, les tunnels et tous les murs d'enceinte ; d'autres travaux ont ensuite touché l'ensemble du complexe monumental. Les associations naturalistes, à l'occasion du début des travaux de restauration, ont demandé le respect du patrimoine arboricole dans lequel s'insère le monument.

## Galerie

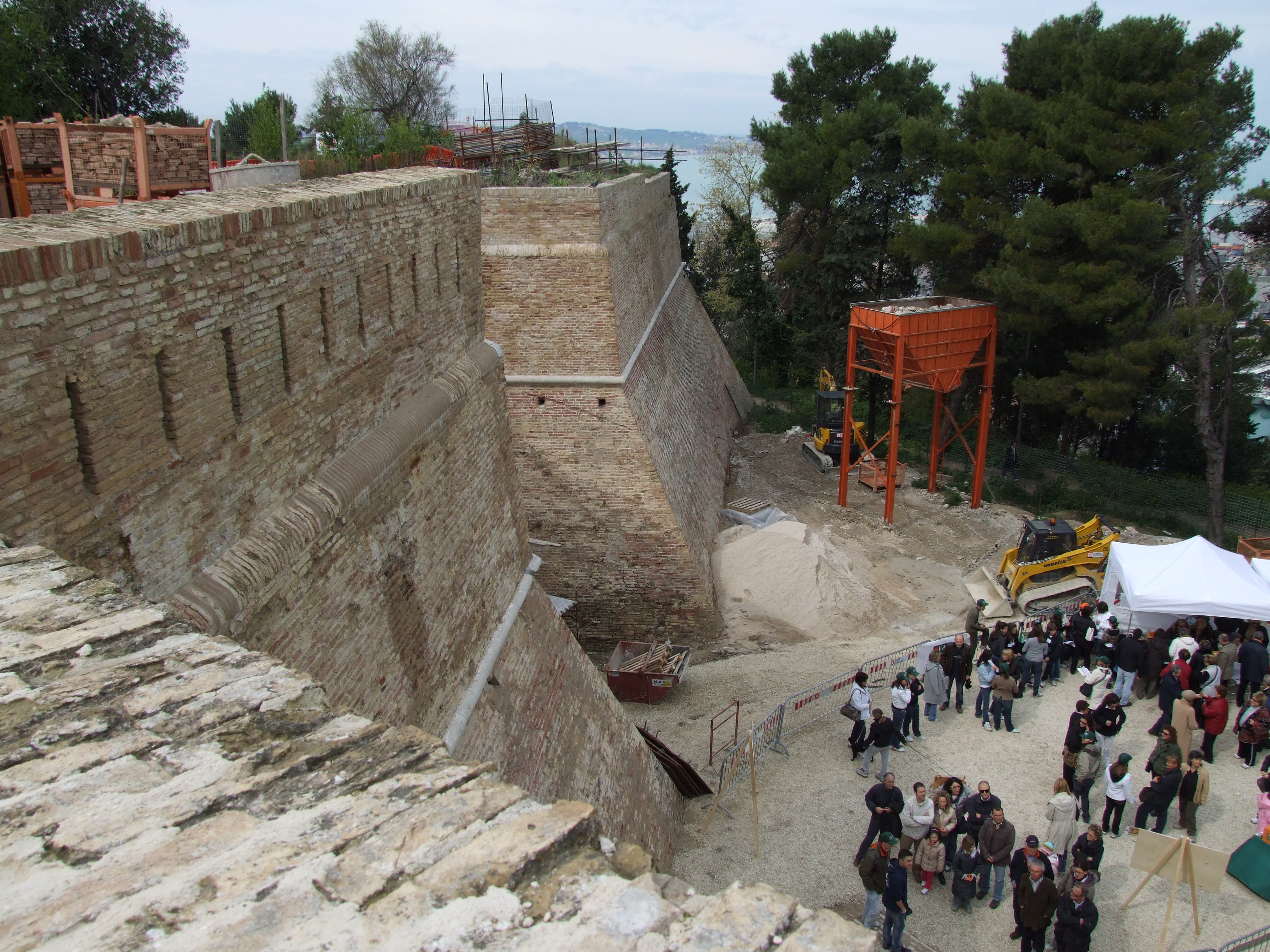
Pendant les travaux de restauration.
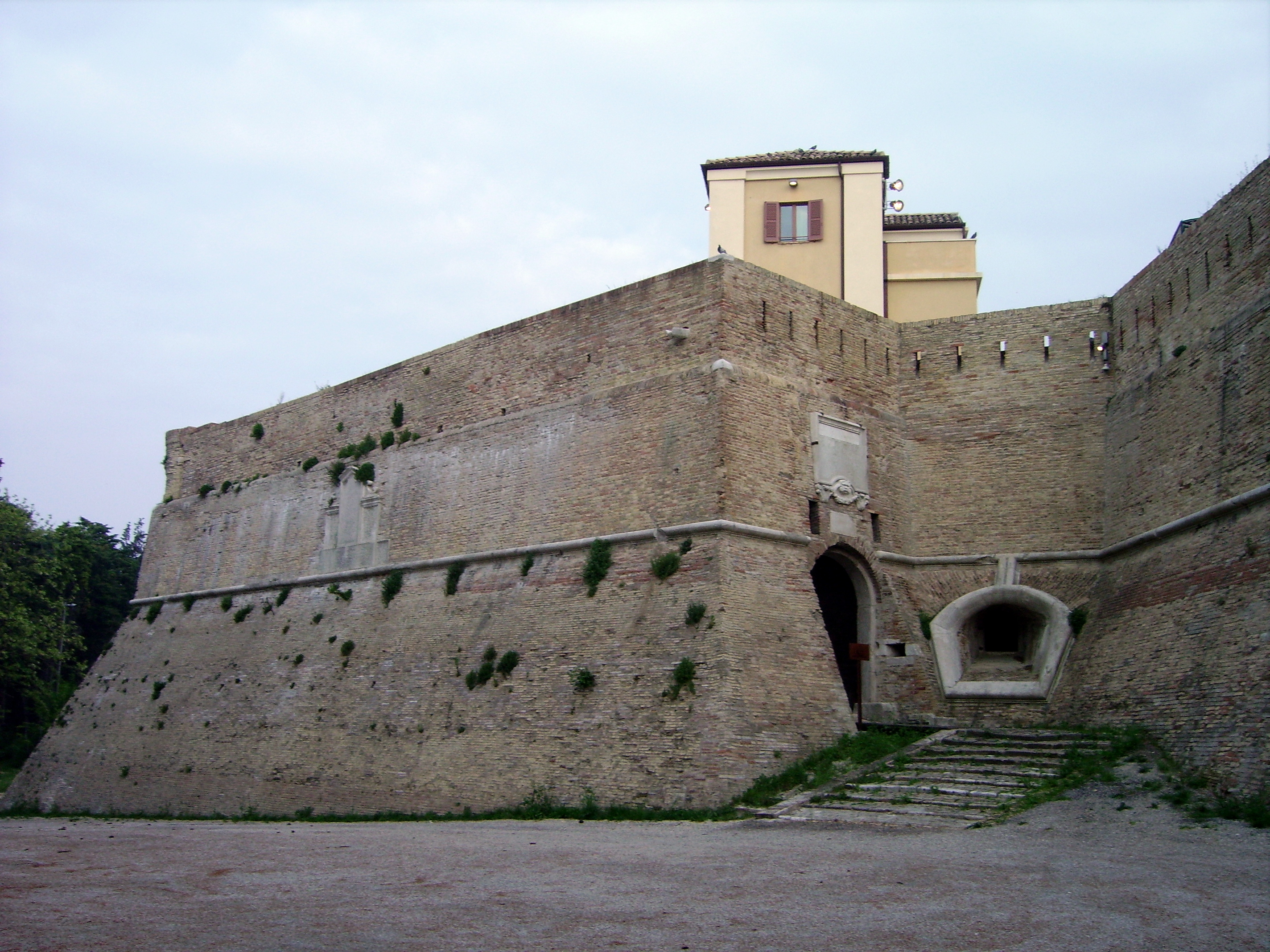
Un bastion.
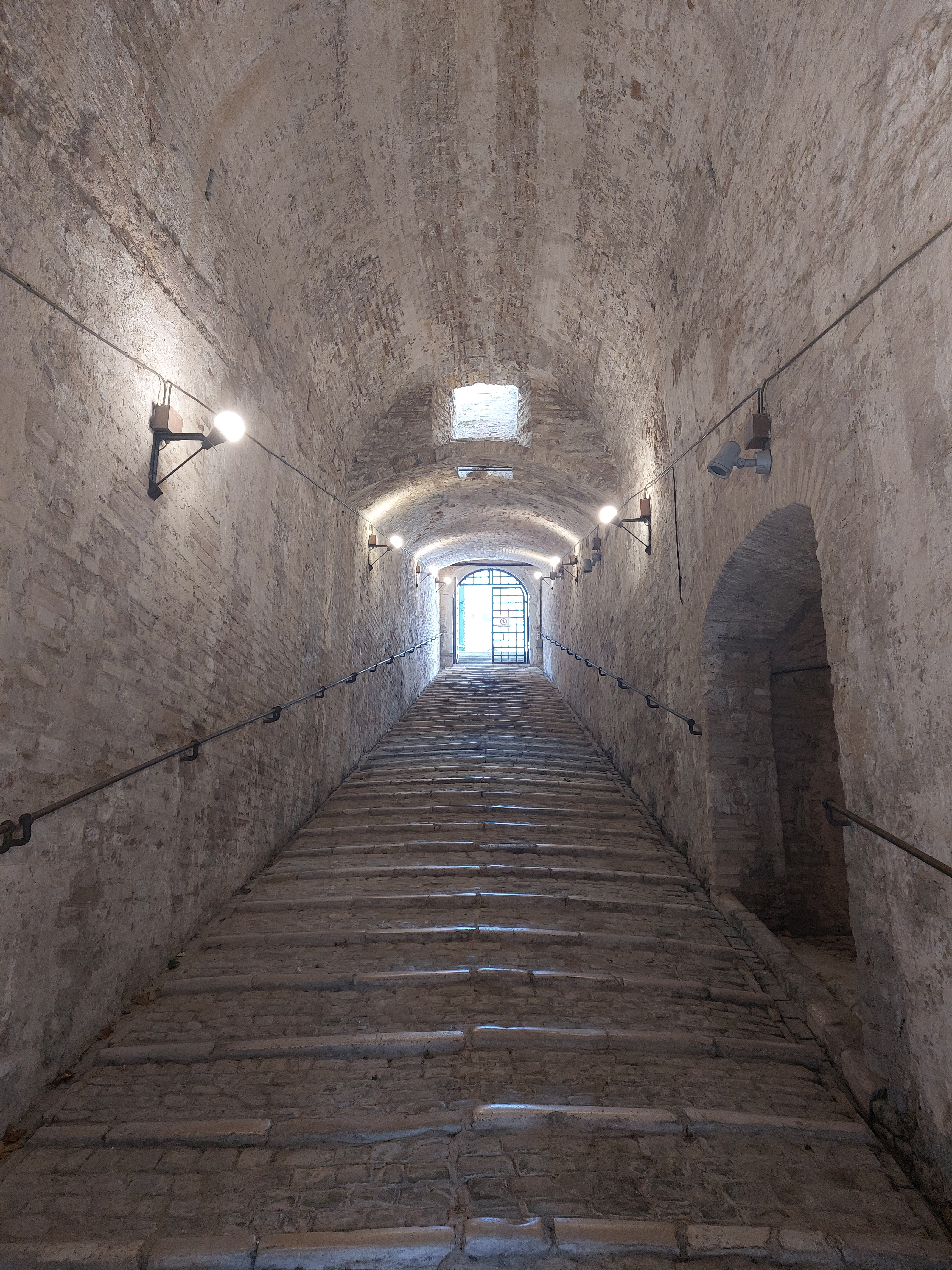
Couloir intérieur.
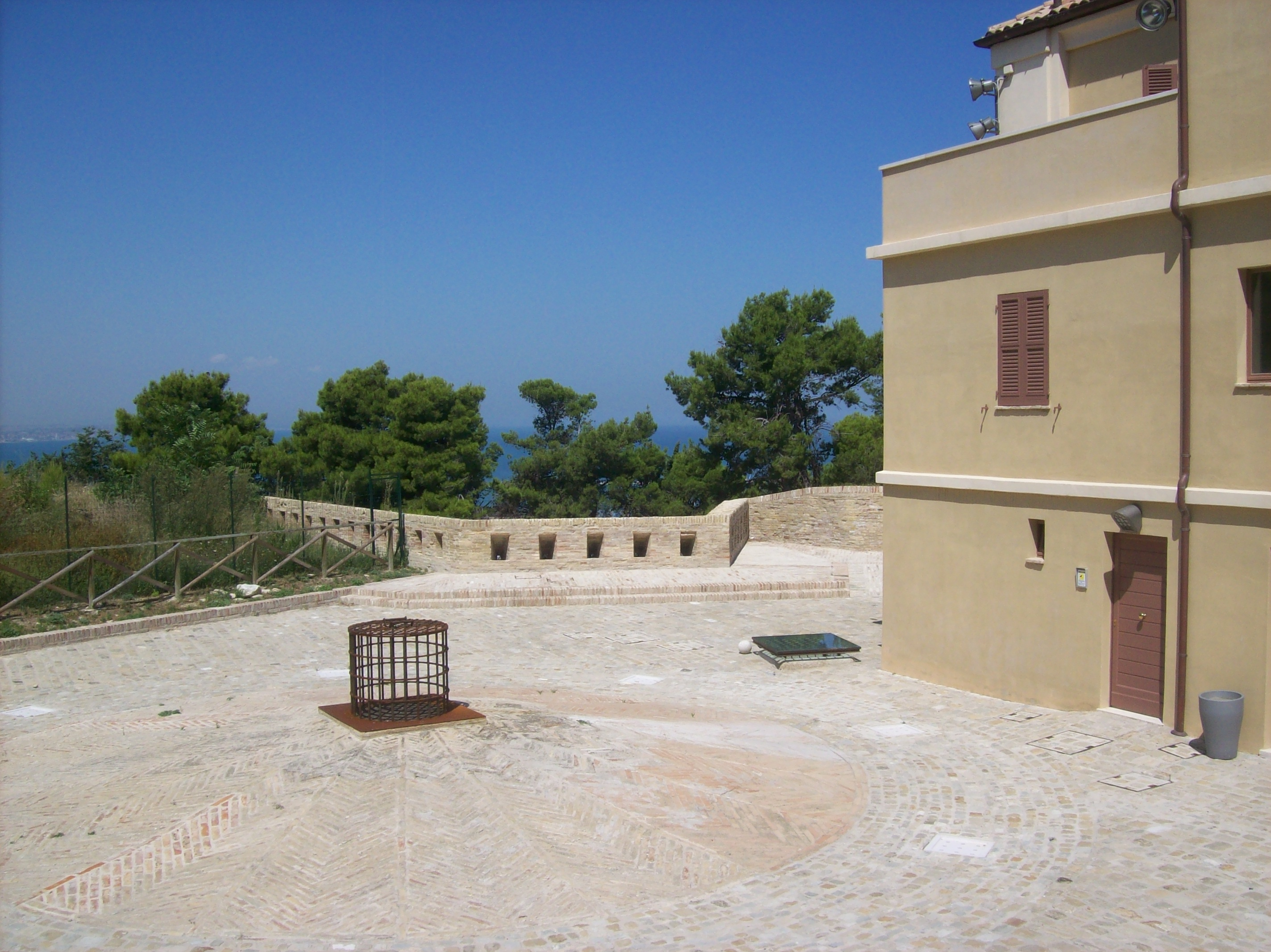
Esplanade.